# Muhammad Kurd Ali

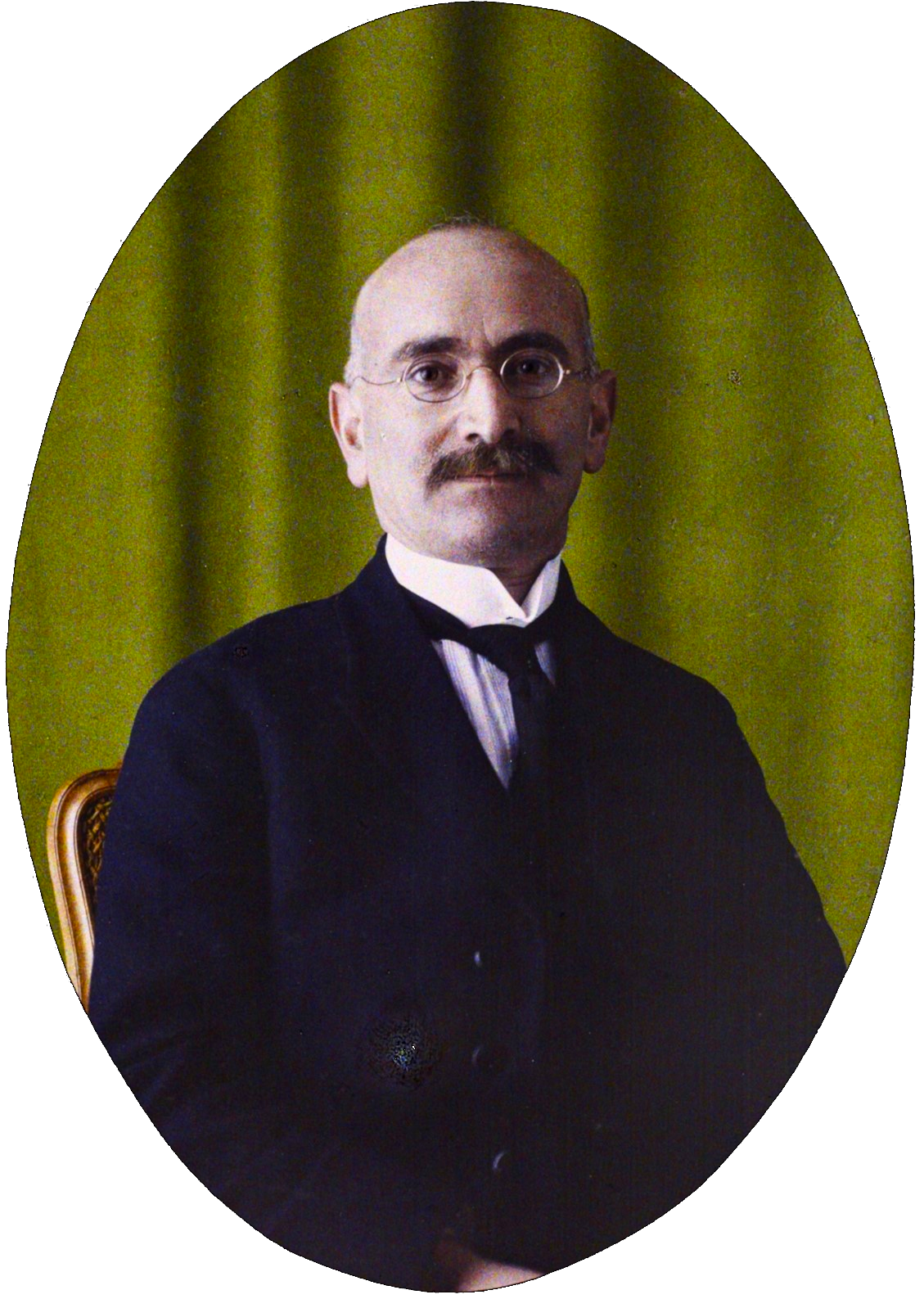
Muhammad Kurd Ali (1876–1953)

Muhammad Kurd Ali (arabisch محمد كرد علي Muḥammad Kurd ʿAlī; 1876–1953) war ein syrisch-kurdischer Gelehrter, Historiker und Literaturkritiker. Er war Gründer und Präsident der Akademie der Arabischen Sprache in Damaskus von 1918 bis zu seinem Tod. Er ist eine der großen Persönlichkeiten der Bewegung der arabisch-islamischen Renaissance (Nahda) in der ersten Hälfte des zwanzigsten Jahrhunderts.

## Leben
Er ist der Sohn einer tscherkessischen Mutter und eines kurdischen Vaters aus Sulaimaniyya, dessen Familie von der kurdischen Dynastie der Ayyubiden abstammt. Er beherrschte Französisch und Türkisch, arbeitete als Journalist – unter anderem als Herausgeber der Zeitschrift al-Muqtabas – und verfasste zahlreiche Werke.
Zu seinen wichtigen Werken zählt das Chitat al-Scham (Ḫiṭaṭ aš-Šām). Er ist auch Verfasser einer Gelehrtenbiographie „al-Muʿāṣirūn“ (Die Zeitgenossen).

### Politik
Von 1896 bis 1908 war er Mitglied des Komitees für Einheit und Fortschr. Er war ein Befürworter eines bilingualen Osmanischen Reiches. Er sah Türkisch als Sprache der Politik und Arabisch als Sprache der Religion.